# نعمت‌اله
نعمت اله یکی از روستاهای استان آذربایجان شرقی است که در بخش صوفیان شهرستان شبستر واقع شده است. نعمت اله در ۷ کیلومتری جاده صوفیان به شبستر و در ۴۲ کیلومتری شمال غرب تبریز واقع شده است.
جمعیت روستای نعمت اله در سال ۱۳۹۵ خورشیدی بالغ بر ۱۰۱۴ نفر بوده.

### اقلیم و آب و هوا
کوهستان میشو که در امتداد کوه‌های قره‌داغ قرار گرفته مانند دیواری سر تا سر غرب دهستان نعمت اله را می‌پوشاند. تنوع زیستی و جانوری این کوهستان تأثیرات اکولوژی و اکوسیستمی غیرقابل انکاری در آب و هوا و زیست‌بوم منطقه داشته است. آب و هوای نعمت اله در تابستان‌ها نیمه معتدل و در زمستان‌ها سرد است. اثر بادهای مرطوب مدیترانه‌ای که از فراز کوه‌های مرزی ترکیه و آذربایجان غربی می‌رسند، در این منطقه کاملاً نمایان است. به علت خشک شدن دریاچه ارومیه آب و هوای این منطقه از معتدل و نیمه مرطوب به گرم و خشک تغییر یافته است و دمای این منطقه در تابستان‌ها به بالای چهل و پنج درجه نیز می‌رسد.

### وضعیت اقتصادی
شهرستان شبستر و نعمت اله یک منطقه کشاورزی بود ولی به علت افزایش دما و تأثیر عوامل محیطی همچون خشک شدن دریاچه ارومیه این منطقه با کمبود آب روبرو شد و در حال حاضر مردم این منطقه رو به اقدامات صنعتی و تولیدی آورده است و بیشتر در زمینه تولید محصولات غذایی فعال می‌باشد.
شرکت‌هایی همچون ارس مهر، آیدین، شیرین عسل، آندیا در زمینه تولید مواد غذایی در شهرستان شبستر فعال می‌باشد.

### زبان
مردم نعمت اله ترک بوده و زبان آن‌ها ترکی آذربایجانی است.